# Aldershot

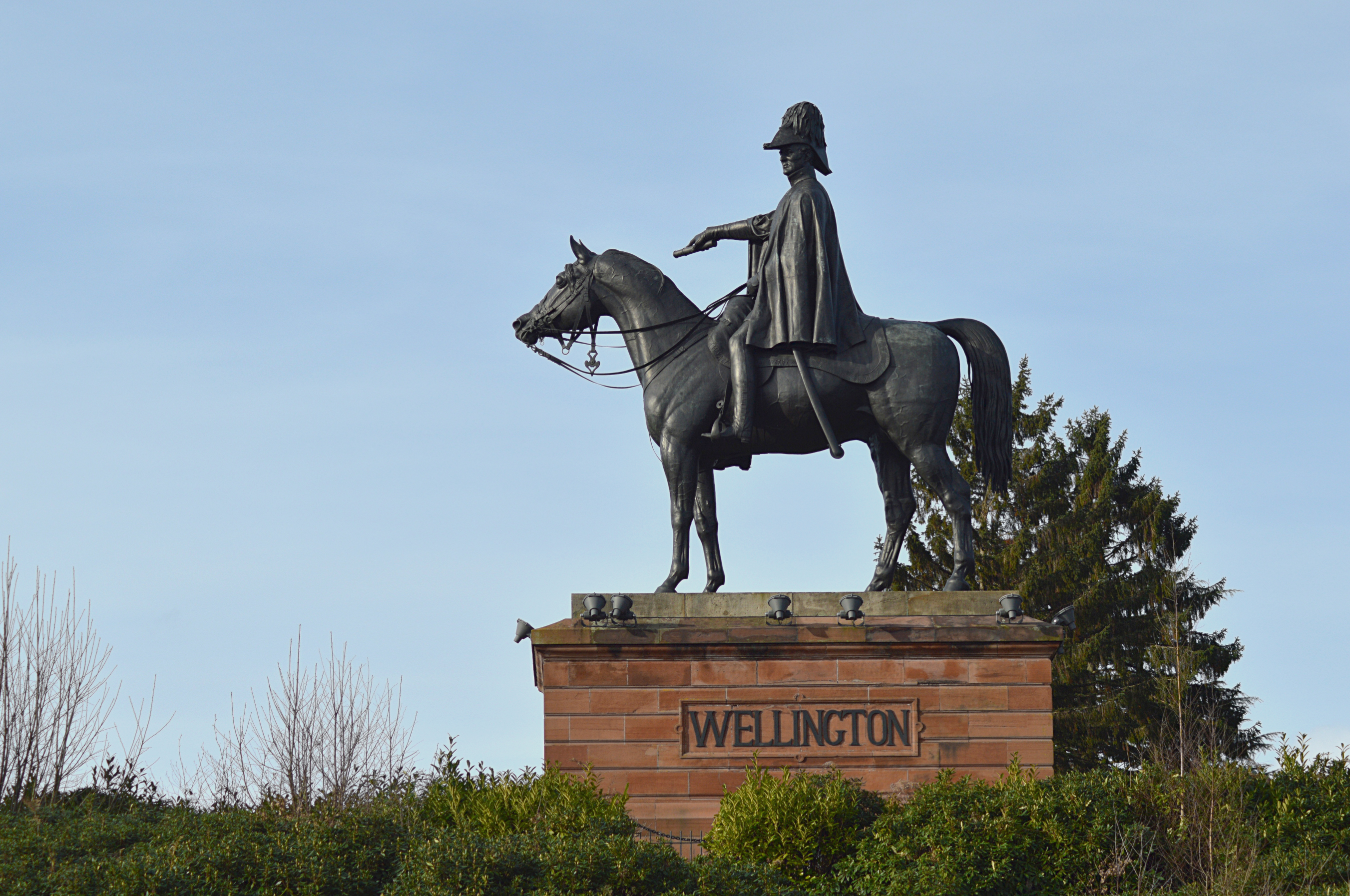
Estatua do 1° Duque de Wellington em Aldershot.

Aldershot é uma cidade no condado inglês de  Hampshire, localizada a 60 km a sudoeste de Londres. A cidade tem uma população de 33 840, enquanto sua área urbana possui 243 344 habitantes, tornando-se a trigésima maior área urbana no Reino Unido.